# Efekt Peltzmana
Efekt Peltzmana – skłonność ludzi do zwiększania ryzyka podejmowanych działań, związana ze wzrostem regulacji prawnych dotyczących bezpieczeństwa. Twórcą teorii efektu jest Sam Peltzman, profesor ekonomii University of Chicago Booth School of Business.

## Przykłady
- Kierowca mający obowiązek jazdy w pasach bezpieczeństwa i przy włączonych światłach[2], czuje się na tyle bezpieczny, aby jechać ryzykowniej, na przykład z prędkością niedostosowaną do warunków panujących na drodze lub wyprzedzając w niedozwolonych miejscach.
- Państwo nakłada obowiązek na firmy farmaceutyczne, aby produkowały leki w opakowaniach trudnych do otwarcia w obawie przed zażyciem ich przez dzieci. Rodzice, zakładając, że dzieci nie otworzą opakowania, nie boją się leków zostawiać w miejscach dostępnych dla ich pociech. Zwiększa się więc ryzyko zażycia leków przez dzieci.
- Większe wymogi BHP skłaniają pracowników do podejmowania ryzyka.
- Powszechna kompensacja i dywersyfikacja ryzyka finansowego zwiększa skłonność do inwestowania w ryzykowne instrumenty finansowe[3].